# شويا (روسيا)
شوايا (بالروسية: Шуя) هي إحدى مدن روسيا في الكيان الفدرالي الروسي إيفانوفو أوبلاست.